# 화끈한 가족
《화끈한 가족》은 JTBC의 교양 프로그램으로 실제 결혼 생활을 리얼하게 전하는 프로그램이다.